# Adrien-Marie Legendre

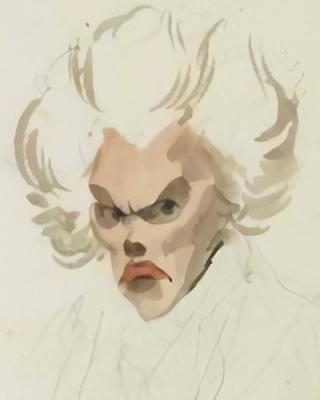
Legendre karikiert von Julien Léopold Boilly

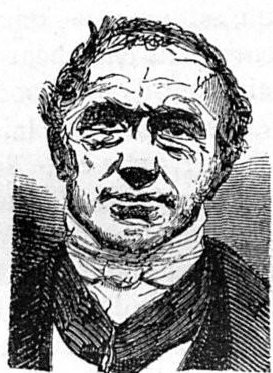
Legendre, Zeichnung von 1892 oder früher

Adrien-Marie Legendre [adʁiɛ̃ maʁi ləʒɑ̃ːdʁ] (* 18. September 1752 in Paris; † 9. Januar 1833 ebenda) war ein französischer Mathematiker.

## Leben

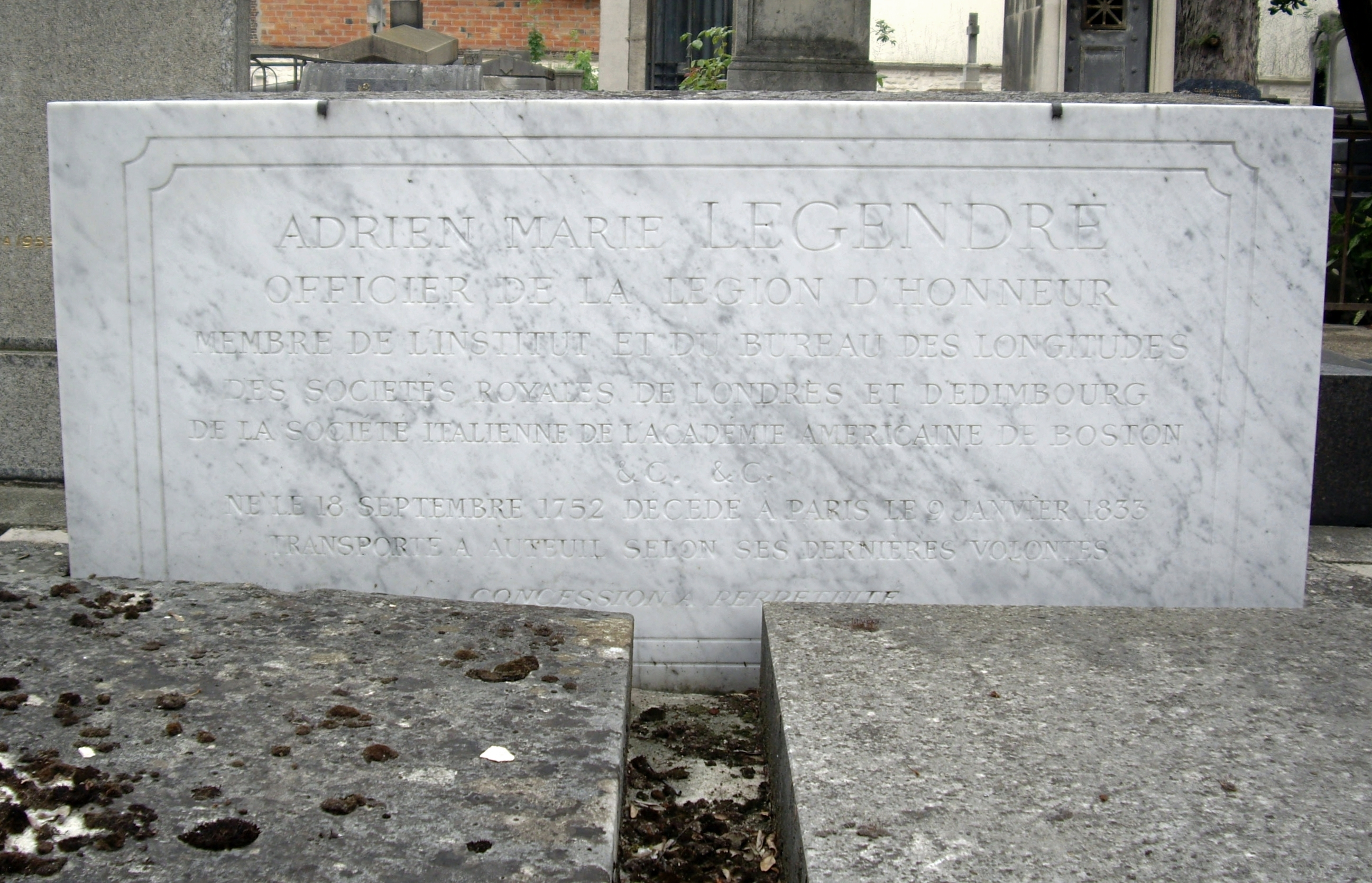
Legendres Grabstein in Auteuil

Legendre besuchte das Collège Mazarin, wo er 1770 promoviert wurde. Da er aus wohlhabendem Haus war, lebte er danach bis zur französischen Revolution als Privatgelehrter, und nur aus Interesse nahm er von 1775 bis 1780, von d’Alembert empfohlen, eine Lehrstelle an der Pariser Militärakademie (École Militaire) an. 1782 gewann er den Preis der Berliner Akademie der Wissenschaften für die Bestimmung der Bahn eines Geschosses mit Berücksichtigung des Luftwiderstands, was ihm die Aufmerksamkeit von Lagrange verschaffte, der damals in Berlin Direktor der Akademie war. Eine im Januar 1783 bei der Pariser Akademie eingereichte Arbeit über die Anziehung von Ellipsoiden, in der er auch die Legendre-Polynome einführte, verschaffte ihm Anerkennung bei dem führenden französischen Astronomen und Mathematiker Pierre Simon de Laplace, der dafür sorgte, dass er korrespondierendes Mitglied und 1785 assoziiertes Mitglied der Académie des sciences wurde. 1785 beschäftigte er sich mit elliptischen Integralen und 1786 mit Zahlentheorie – er formulierte das quadratische Reziprozitätsgesetz, das aber schon Leonhard Euler bekannt war.
1787 erhielt er den Auftrag, unter Delambre und Méchain (ein weiteres Mitglied war Cassini) den Längengrad zwischen Dünkirchen und Barcelona – die Längengrade beider Orte unterscheiden sich um nur 13 Winkelminuten – durch geodätische Triangulation auszumessen, auch mit dem Ziel, Grundlagen für die Festlegung des Meters zu gewinnen. Sie arbeiteten dabei mit dem Observatorium in Greenwich zusammen und führten auch eine Triangulation von Greenwich nach Paris durch. Zu dieser Zeit besuchte er mit Cassini auch William Herschel in England und wurde 1789 Mitglied der Royal Society. Über die Ergebnisse berichtet die Schrift Exposé des operations, faites en France en 1787 (Paris 1792). 1791 wurde er Mitglied der Kommission zur Neuordnung der Maße und Gewichte (Metrische Kommission). Ab 1792 war er mit Gaspard de Prony und anderen Mathematikern wie Lazare Carnot an einem umfangreichen Projekt zur Erstellung mathematischer Tafeln (Logarithmentafeln) beteiligt.
Während der französischen Revolution verlor er seinen Besitz und musste sich nach einer Beschäftigung umsehen. In der Zeit des Terrors musste er sich sogar einige Zeit verstecken. 1793 heiratete er Marguerite-Claudine Cohin. 1794 erschien die erste Auflage seines Lehrbuchs der Geometrie, das für den mathematischen Unterricht nicht nur in Frankreich, sondern auch z. B. in den USA im 19. Jahrhundert sehr einflussreich war und viele Auflagen erlebte. Ab 1795 lehrte er an der École normale supérieure. 1808 wurde er zum lebenslangen Vorsteher der Universität, 1815 zum Ehrenmitglied der Kommission für den öffentlichen Unterricht und 1816 zum Examinator an der École polytechnique als Nachfolger von Laplace ernannt. 1812 ersetzte er Lagrange im Bureau des Longitudes. 1820 wurde er zum Fellow der Royal Society of Edinburgh und 1832 in die American Academy of Arts and Sciences gewählt.
Nachdem er sich mit der Regierung überworfen hatte – er weigerte sich 1824, einem von ihr vorgeschlagenen Kandidaten für das Institut de France seine Zustimmung zu geben –, strich man ihm seine Pension. Er verarmte und starb 1833 in Paris.

## Werk
Legendre leistete wichtige Beiträge auf den unterschiedlichsten Gebieten der Mathematik, die allerdings schon zu Lebzeiten von denen des 25 Jahre jüngeren Carl Friedrich Gauß in den Schatten gestellt wurden, der in merkwürdiger Parallelität auf fast allen Gebieten über dieselben Gegenstände wie Legendre arbeitete, aber stets tiefer vordrang. So entdeckte Legendre vor Gauß die Methode der kleinsten Quadrate (und veröffentlichte sie als Erster 1805), die er auch in der Astronomie benutzte (bei der Bestimmung der Kometenbahnen aus drei Beobachtungen), und fand auch vor Gauß das quadratische Reziprozitätsgesetz (das allerdings schon Euler in Arbeiten von 1751 und 1783 kannte), dessen erste Beweise von Gauß stammen. Der Begriff Legendre-Symbol in der Zahlentheorie erinnert noch heute an die Leistungen Legendres bei dessen Formulierung. Legendre erkannte die Beiträge von Gauß an und berücksichtigte sie auch in der stark überarbeiteten zweiten Auflage seiner Zahlentheorie von 1808 (beklagte sich aber gleichzeitig bitter darüber, dass Gauß umgekehrt alle Prioritäten für sich in Anspruch nahm). Er formulierte darin Lösungskriterien für diophantische quadratische Gleichungen (Satz von Legendre). Auch die asymptotische Formel für die Primzahlverteilung findet sich in Legendres Zahlentheorie von 1798. Sie steht am Anfang der Verwendung analytischer Methoden in der Zahlentheorie. Legendre steht auch am Anfang der modernen Siebtheorie durch Verbesserung bzw. Umformulierung des Siebes des Eratosthenes mit Hilfe der Möbiusfunktion und zugehöriger Legendre-Identität (darauf baute unter anderem Viggo Brun 1915 auf, womit die eigentliche moderne Siebtheorie begann). Es wird „Sieb von Legendre“ oder „Sieb von Eratosthenes und Legendre“ genannt.
Von Legendre stammt der Beweis (1825) des Großen Fermatschen Satzes für den Spezialfall {\displaystyle n=5.} Er fand auch 1830 ein neues Paar befreundeter Zahlen, vermutete den später von Dirichlet bewiesenen Satz, dass es unendlich viele Primzahlen in arithmetischen Progressionen gibt, bei denen das erste Glied teilerfremd zur Differenz aufeinanderfolgender Glieder ist, und stellte die Legendresche Vermutung auf, dass für {\displaystyle n>0} zwischen {\displaystyle n^{2}} und {\displaystyle (n+1)^{2}} mindestens eine Primzahl liegt. Von Legendre stammt in der Zahlentheorie auch der Drei-Quadrate-Satz.
In der Analysis ist Legendre nicht nur für seine Legendre-Polynome in der Potentialtheorie bekannt, sondern auch für seine Arbeiten über elliptische Integrale, in der seine Einteilung in drei „Gattungen“ nach ihm benannt ist. Die nach ihm benannte Legendresche Normalform definiert die unvollständigen und vollständigen elliptischen Integrale in Abhängigkeit von einer numerischen Exzentrizität beziehungsweise einem elliptischen Modul. Und in diesen Werken wird auch die Legendresche Identität aufgestellt, welche die vollständigen elliptischen Integrale erster und zweiter Art von zueinander pythagoräisch komplementären elliptischen Moduln in Beziehung setzt:
{\displaystyle K(\varepsilon )E({\sqrt {1-\varepsilon ^{2}}})+E(\varepsilon )K({\sqrt {1-\varepsilon ^{2}}})-K(\varepsilon )K({\sqrt {1-\varepsilon ^{2}}})={\tfrac {1}{2}}\pi }
Er behandelte sie zusammen mit anderen über Integrale definierten Funktionen wie der Gammafunktion und der Betafunktion in seinen Exercises du calcul integral, die in drei Bänden 1811, 1817, 1819 erschienen. Im ersten dieser drei Bände führte Legendre die nach ihm benannte Legendresche Chi-Funktion ein, die sich als nichtelementare Linearkombination von Polylogarithmen ergibt:
{\displaystyle \chi _{n}(x)=\sum _{m=1}^{\infty }(2m-1)^{-n}x^{2m-1}}
{\displaystyle \chi _{n}(x)={\tfrac {1}{2}}\operatorname {Li} _{n}(x)-{\tfrac {1}{2}}\operatorname {Li} _{n}(-x)=\operatorname {Li} _{n}(x)-2^{-n}\operatorname {Li} _{n}(x^{2})}
Darin finden sich auch Anwendungen elliptischer Integrale und umfangreiche Tabellen. Später war Legendre mit der Darstellung nicht mehr zufrieden und publizierte statt einer Neuauflage die drei Bände des Traite des fonctions elliptiques (1825, 1826, 1830). Zu dieser Zeit war sein Buch aber schon durch die bahnbrechenden Arbeiten von Niels Henrik Abel und Carl Gustav Jacobi überholt. Legendre stand mit Jacobi in Briefwechsel.
Von bleibendem Einfluss war das zuerst 1794 erschienene Geometrielehrbuch von Legendre, in dem er die Elemente von Euklid vereinfachte und modernisierte. Noch zu Lebzeiten erzielte es 15 Auflagen, wurde in viele Sprachen übersetzt und war im 19. Jahrhundert an den Schulen weit verbreitet, teilweise in gekürzter Form (Blanchet, 1854, 1862). Im Anhang finden sich auch Vereinfachungen der Beweise der Irrationalität von {\displaystyle \pi } (zuerst von Johann Heinrich Lambert bewiesen) und von {\displaystyle \pi ^{2}}. Im Gegensatz zu Gauß war er von der Gültigkeit von Euklids Parallelenpostulat überzeugt und versuchte es 30 Jahre lang vergeblich zu beweisen. Die „Beweise“ veröffentlichte er in mehreren Auflagen seiner Elemente der Geometrie, wobei er nach Widerlegung durch andere Mathematiker jeweils einen neuen Beweis veröffentlichte, bis er in der 12. Auflage 1823 meinte, einen korrekten Beweis gegeben zu haben, den er dann nicht mehr ersetzte. 1787 fand er den Satz von Legendre, der eine brauchbare Approximation eines hinreichend kleinen sphärischen Dreiecks durch ein ebenes beschreibt.
In der Mechanik ist Legendre auch für die Legendre-Transformation bekannt.

## Sonstiges

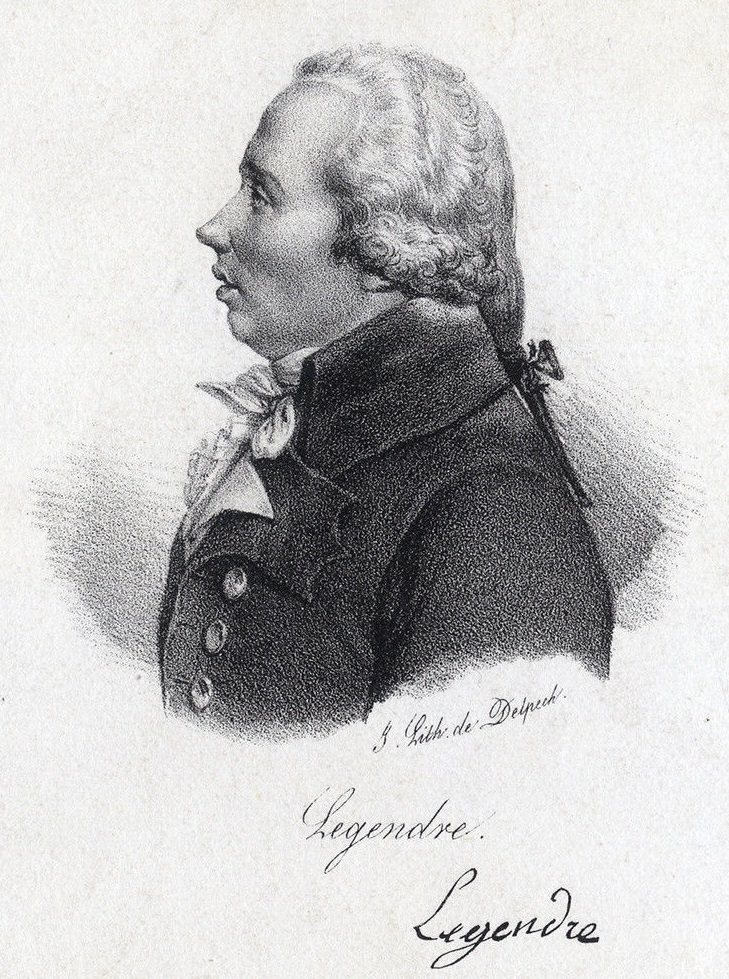
Darstellung von Louis Legendre, die über 200 Jahre lang für eine Darstellung von Adrien-Marie Legendre gehalten wurde.

Ein Stich von François-Seraphin Delpech (1778–1825), der häufig als Porträt von Legendre reproduziert wird, zeigt nicht ihn, sondern den Politiker Louis Legendre. Jedoch befindet sich sein Porträt unter den 73 Aquarellkarikaturen von Mitgliedern des Institut de France des Künstlers Julien Léopold Boilly.
Legendre ist namentlich auf dem Eiffelturm verewigt, siehe: Die 72 Namen auf dem Eiffelturm.
Der Mondkrater Legendre und der Asteroid (26950) Legendre sind nach ihm benannt.

## Schriften
- Sur la figure des planetes. 1784. Hier werden erstmals die Legendre-Polynome erwähnt.
- Éléments de géométrie. Paris 1794. Dieses Werk wurde noch oft aufgelegt, 1881 von Girard neu herausgegeben und 1858 von Crelle ins Deutsche übersetzt (Berlin).
- Memoire sur les transcendantes elliptiques. Paris 1794.
- Essai sur la théorie des nombres. Paris 1797/1798. 2. Auflage, zwei Bände; Paris 1808. 3. Auflage 1830, zwei Bände; Deutsch Leipzig 1886.
- Nouvelle théorie des paralleles. Paris 1803.
- Nouvelles methodes pour la détermination des orbites des comètes, etc. Paris 1807. Neue Ausgabe 1819, drei Bände.
- Exercises du calcul intégral. Paris 1811/1817, drei Bände.
- Traité des fonctions elliptiques et integrales Euleriennes. Paris 1826–1829, drei Bände.
- Die Elemente der Geometrie, und der ebenen und sphaerischen Trigonometrie. Rücker, Berlin 1833. Digitalisat